# UGPS J0521+3640
UGPS J0521+3640 (= UGPS J052127.27+364048.6) is een bruine dwerg met een spectraalklasse van T8.5. De ster bevindt zich 26,7 lichtjaar van de zon en is in 2011 ontdekt. 